# Liste der Kulturdenkmale in Beicha
In der Liste der Kulturdenkmale in Beicha sind die Kulturdenkmale des Döbelner Ortsteils Beicha verzeichnet, die bis September 2022 vom Landesamt für Denkmalpflege Sachsen erfasst wurden (ohne archäologische Kulturdenkmale). Die Anmerkungen sind zu beachten.
Diese Aufzählung ist eine Teilmenge der Liste der Kulturdenkmale in Döbeln.

## Beicha
| Bild                                    | Bezeichnung | Lage                      | Datierung | Beschreibung | ID       |
| --------------------------------------- | --- | ------------------------- | --- | --- | -------- |
| Direkt Bild zu diesem Denkmal hochladen | Ehemalige Schule | Am Schmiedeberg 2 (Karte) | Bezeichnet mit 1894 | Das Ortsbild maßgeblich prägender Putzbau des ausgehenden 19. Jh. sowie älteres Nebengebäude in Fachwerkbauweise, beide von baugeschichtlichem und die Schule auch von ortsgeschichtlichem Wert. - Schule: zweigeschossig, verputzter Massivbau, längsrechteckiger Grundriss, neunachsig, Haustür mit Portal, dort bezeichnet mit 1894, über Portal waagerechtes Gebälk, Haustür und Fenster bauzeitlich, Satteldach - Nebengebäude (um 1800, zwischen 2018 und 2020 abgerissen): möglicherweise nach Brand um 1834 neu erbaut, eingeschossiger Scheunenteil und zweigeschossiger Hausteil, dort Erdgeschoss massiv, Obergeschoss Fachwerk, Fachwerk teils verbrettert, Krüppelwalmdach, teils mit Biberschwanzdeckung | 09305621 |
| Weitere Bilder                          | Kirche mit Ausstattung sowie Grabmal der Pfarrer Graun und Ehrlich vor der Kirche                                                 | Gödelitzer Weg (Karte)    | 1834 (Kirche, Kanzelaltar und Taufe); 1627 (Grabmal Arras); 1836 (Orgel); um 1900 (Grabmal für die Pfarrer Graun und Ehrlich) | Das Ortsbild maßgeblich prägende klassizistische Kirche mit größtenteils bauzeitlicher Ausstattung von baukünstlerischer und ortsgeschichtlicher Bedeutung. Auf rechteckigem Grundriss, Walmdach mit Dachreiter, Grundsteinlegung nach Brand des Vorgängerbaus am 19. April 1834. Klassizistische Saalkirche mit Westturm. Die Bauausführung lag in Händen des Ratszimmermeisters Karl Friedrich Opitz aus Meißen und des Maurermeisters Johann Gottlieb Maudrich aus Beicha. Der kompakte, im Osten gerade abschließende Putzbau mit seinen schmalen Fenstern, den klassizistischen Türportalen, dem hohen Walmdach mit Fledermausluken und seinem schlichten Glocken- und Uhrturm im Westen prägt das Dorfbild maßgeblich. Der Bau beeindruckt durch seine unveränderte bauzeitliche Gestalt. Das Gleiche trifft auf das Kircheninnere zu. Im Inneren flachgedeckt mit zweigeschossigen Emporen an der Nord- und Südseite und eingeschossiger Orgelempore. Das Gestühl und der Kanzelaltar sind bauzeitlich. Die Orgel ließ man vom Orgelbauer Karl Gottlieb Hecker aus Borna bauen und weihte sie 1836. 1887 erfolgte eine grundlegende Überarbeitung der Orgel durch den Ostrauer Orgelbauer Franz-Emil Keller. Zur Kirchenausstattung gehören weiterhin eine hölzerne Taufe (Eiche), welche 1834 vom Ortspfarrer gestiftet wurde sowie Farbglasfenster von 1935 und ein kleiner Grabstein seitlich des Kanzelaltars für den Sohn des Pfarrers Arras auch Beicha von 1627. Die Kirche und der Turm wurden bereits 1886 restauriert bzw. teilweise erneuert (Turmbekrönung). Weitere Restaurierungen erfolgten 1934 und 1990. Vor der Kirche steht ein Grabmal für die Pfarrer Graun und Ehrlich aus Sandstein. Der Denkmalwert der Kirche und der Ausstattung ergibt sich aus der großen ortsgeschichtlichen, der künstlerischen sowie der ortsbildprägenden Bedeutung. | 09208900 |
|                                         | Ehemaliges Pfarrhaus und Nebengebäude des Pfarrhofes                                                                              | Gödelitzer Weg 2 (Karte)  | Bezeichnet mit 1790 (Pfarrhaus); 18. Jahrhundert (Seitengebäude) | Landschafts- und zeittypisches Fachwerkgebäude bzw. verputzter Bruchsteinbau in dominanter Lage gegenüber der Kirche, baugeschichtlich, heimatgeschichtlich und ortsbildprägend von Bedeutung. Erdgeschoss massiv, Portal mit Korbbogenabschluss und Datierung, Obergeschoss Fachwerk, Krüppelwalmdach. Seitengebäude eingeschossig, Bruchstein, Satteldach, Giebel: Holzstaken mit Lehmausfachung. Der ehemalige Pfarrhof, ursprünglich ein Vierseithof mit Pfarrhaus, Nebengebäude, Scheune und Pächterwohnhaus, befindet sich gegenüber der Kirche. Nachdem 1789 das alte Pfarrhaus abgebrannt war, erfolgte in den Jahren 1789/90 der Neubau des Hauses. Als Baumeister sind der Zimmermeister Schicketanz aus Planitz und der Maurermeister Bäurig aus Neckanitz urkundlich belegt. Das zweigeschossige Pfarrhaus weist die für die Zeit um 1800 typischen Konstruktionsmerkmale auf. Es handelt sich hierbei um einen zweigeschossigen Bau über längsrechteckigem Grundriss mit massivem Erdgeschoss und einem zweiriegeligen Fachwerk im Obergeschoss mit wenigen gezapften Streben. Später wurde das Fachwerk der Giebel massiv ersetzt. Abgeschlossen wird das Haus durch ein Krüppelwalmdach. Da das Pfarrhaus die in Sachsen für Bauernhäuser übliche Dreiteilung des Erdgeschosses mit quer liegendem Hausflur, Wohnteil und Stallteil aufweist, erfolgte die Erschließung des Hauses annähernd in der Mitte der Traufseiten. Die originalen Türportale mit Schlusssteinen blieben erhalten. In den letzten Jahren begann man das Haus zu sanieren unter weitgehender Wahrung des originalen Baubestandes. Von den bereits erwähnten Wirtschaftsgebäuden blieb lediglich ein kleiner eingeschossiger Massivbau mit steilem Satteldach erhalten, dessen Erbauungszeit unbekannt ist. Zum Zeitpunkt der Neuerfassung der Kulturdenkmale in Beicha im Jahr 2000 war der Dachstuhl noch gut erkennbar, der auf Grund seiner Konstruktionsmerkmale eine Bauzeit vor 1800 als wahrscheinlich erscheinen lässt. Auch dieses Haus wurde saniert. Dabei wurde der ursprünglich steinsichtige Bruchsteinbau einschließlich des fachwerksichtigen Giebels verputzt. Es dürfte sich wohl um das in der Neuen Sächsischen Kirchengalerie im Kapitel über die „Die Parochie Beicha“ erwähnte Nebengebäude handeln. Als historischer Bestandteil des Pfarrhofes und als Beispiel des Bauhandwerks des 18. Jahrhunderts erlangt das Haus baugeschichtliche Bedeutung. Neben der baugeschichtlichen Bedeutung auf Grund seiner zeittypischen Ausbildung erlangt das Pfarrhaus auch ortsgeschichtliche Bedeutung auf Grund der Stellung und Aufgabe des Pfarrers im Dorf sowie eine große Bedeutung für das Ortsbild auf Grund seiner dominanten Lage. | 09208902 |
| Direkt Bild zu diesem Denkmal hochladen | Wohnhaus (ehemaliges Wohnstallhaus?) und Seitengebäude eines Vierseithofes (Geßner Hof)                                           | Gödelitzer Weg 5 (Karte)  | Bezeichnet mit 1834 (Bauernhaus); 1879 (Auszugshaus) | Prächtiges Fachwerk-Wohnhaus sowie massives Auszugshaus in unmittelbarer Nachbarschaft zur Kirche, von baugeschichtlichem Wert. - Wohnhaus: Erdgeschoss massiv, zwei Sandsteinportale mit Verdachung, Obergeschoss Fachwerk, Giebel Fachwerk, Satteldach mit Fledermausgauben, saniert, erbaut vom gleichen Baumeister, welcher die Kirche nach dem Brand 1834 neu erbaute, der Baumeister Maudrich war Eigentümer dieses Gutes, welches beim Brand der Kirche auch abgebrannt war - Seitengebäude (Auszugshaus): erbaut 1879 von Ernst Reinhold Brühl, dem damaligen Hofbesitzer, zweigeschossig, breitlagernd, verputzter Massivbau, weitgehend original erhalten | 09208901 |
| Weitere Bilder                          | Mausoleum, Gedenksteine (u. a. Zweiter Weltkrieg), Kriegerdenkmal (Erster Weltkrieg) sowie Grabsteine auf dem Dorffriedhof Beicha | Meilaer Straße (Karte)    | um 1870 (neogotischer Grabstein und Gedenkstein); 1874 (Grabstein Familie Hennig); um 1920 (Kriegerdenkmal); 1924 (Rittergutsbesitzer Fam. Schmidt aus Gödelitz); vermutlich 1944 (Mausoleum); nach 1945 (Gedenktafel für den Gefreiten Roßberg und Gedenkstein für Gefallene der Schlacht bei Lommatzsch) | Grabmäler und Gedenksteine von ortsgeschichtlicher Bedeutung. Als Gottesacker erwarb die Gemeinde 1844 ein nördlich an das Dorf angrenzendes Stück Feld und friedete dieses ein. Vermutlich nach einer Belegungspause erfolgte ab Juli 1900 die Wiederbelegung des Gottesackers. Das Mausoleum der Gutsbesitzerfamilie Zieger aus Dreißig (erste Belegung vermutlich Oswald Zieger 1944) knüpft stilistisch an einen griechischen Tempel an und besitzt einen baugeschichtlichen Wert. Ein Teil der denkmalgeschützten Grabsteine entstanden nach ihrer Gestaltung zu urteilen bereits vor 1900. Die Gedenksteine, Denkmale und Grabmäler sind vor allem auf Grund ihres ortsgeschichtlichen, aber auch künstlerischen Wertes denkmalwürdig. - Mausoleum: Grabstätte der Familie Zieger aus Dreißig, Gutsbesitzer, tempelartige Architektur - Gedenksteine: neogotische Gestaltung, Oberfläche stark verwittert - Grabstein: 1874, Familie Hennig, verwitterter Sandstein - Denkmale/Gedenksteine: - I. Kriegerdenkmal für die Gefallenen des Ersten Weltkrieges, um 1920, neobarockes Denkmal, Sockel aus Sandstein mit Inschrift (Namen der im Ersten Weltkrieg Gefallenen) sowie Trauernder Engel und große Urne, ebenfalls Sandstein - II. Gedenktafel für den Gefreiten Emil Bruno Roßberg, gefallen 1916 vor Verdun, Soldatengrab - III. Gedenkstein für die Gefallenen der Schlacht bei Lommatzsch, alle gefallen am 29. April 1945, roter Granit, nach 1945 aufgestellt - IV. Gedenkstein, Vorderseite stark verwittert, im Sockel blieb eine Inschrift erhalten: „Die dankbare Kirchgemeinde 1935“, vermutlich umgewidmeter Grabstein aus der Zeit um 1870, auf der Rückseite Relief – Darstellung einer Trauernden mit einer Bibel in den Händen sowie Darstellung eines Kreuzes, Porphyrtuff - Grabmale: - 1. neogotischer Grabstein, heute ohne Inschrift, um 1870, Sandstein stark verwittert - 2. Grabmal der Rittergutsbesitzer auf Gödelitz, Familie Schmidt und Schmidt-Gödelitz, um 1924, neobarocker Grabstein, der Sockel mit Namensinschriften, darüber bewegte plastische Darstellung (Relief und Dreiviertelrelief), Darstellung zweier weiblicher kniender Engel neben einem Grabstein mit der Inschrift „Familie Schmidt Rittergut Gödelitz“, der Grabstein wird durch ein schlichtes Kreuz bekrönt - 3. Grabmal Familie Hennig, Gutsbesitzer aus Schwanitz, um 1874, Sandstein mit eingelassenen Tafeln aus schwarzem Granit - 4. Mausoleum der Gutsbesitzerfamilie Zieger aus Dreißig (erste Belegung vermutlich Oswald Zieger 1944), stilistisch an griechische Tempel anknüpfend, beeinflusst durch Architekturauffassung des Dritten Reichs, Sandstein, in seiner Gestaltung selten anzutreffendes Mausoleum       | 09208899 |

## Tabellenlegende
- Bild: Bild des Kulturdenkmals, ggf. zusätzlich mit einem Link zu weiteren Fotos des Kulturdenkmals im Medienarchiv Wikimedia Commons. Wenn man auf das Kamerasymbol klickt, können Fotos zu Kulturdenkmalen aus dieser Liste hochgeladen werden:
- Bezeichnung: Denkmalgeschützte Objekte und ggf. Bauwerksname des Kulturdenkmals
- Lage: Straßenname und Hausnummer oder Flurstücknummer des Kulturdenkmals. Die Grundsortierung der Liste erfolgt nach dieser Adresse. Der Link (Karte) führt zu verschiedenen Kartendiensten mit der Position des Kulturdenkmals. Fehlt dieser Link, wurden die Koordinaten noch nicht eingetragen. Sind diese bekannt, können sie über ein Tool mit einer Kartenansicht einfach nachgetragen werden. In dieser Kartenansicht sind Kulturdenkmale ohne Koordinaten mit einem roten bzw. orangen Marker dargestellt und können durch Verschieben auf die richtige Position in der Karte mit Koordinaten versehen werden. Kulturdenkmale ohne Bild sind an einem blauen bzw. roten Marker erkennbar.
- Datierung: Baubeginn, Fertigstellung, Datum der Erstnennung oder grobe zeitliche Einordnung entsprechend des Eintrags in der sächsischen Denkmaldatenbank
- Beschreibung: Kurzcharakteristik des Kulturdenkmals entsprechend des Eintrags in der sächsischen Denkmaldatenbank, ggf. ergänzt durch die dort nur selten veröffentlichten Erfassungstexte oder zusätzliche Informationen
- ID: Vom Landesamt für Denkmalpflege Sachsen vergebene, das Kulturdenkmal eindeutig identifizierende Objekt-Nummer. Der Link führt zum PDF-Denkmaldokument des Landesamtes für Denkmalpflege Sachsen. Bei ehemaligen Kulturdenkmalen können die Objektnummern unbekannt sein und deshalb fehlen bzw. die Links von aus der Datenbank entfernten Objektnummern ins Leere führen. Ein ggf. vorhandenes Icon  führt zu den Angaben des Kulturdenkmals bei Wikidata.